# 정글 스타일

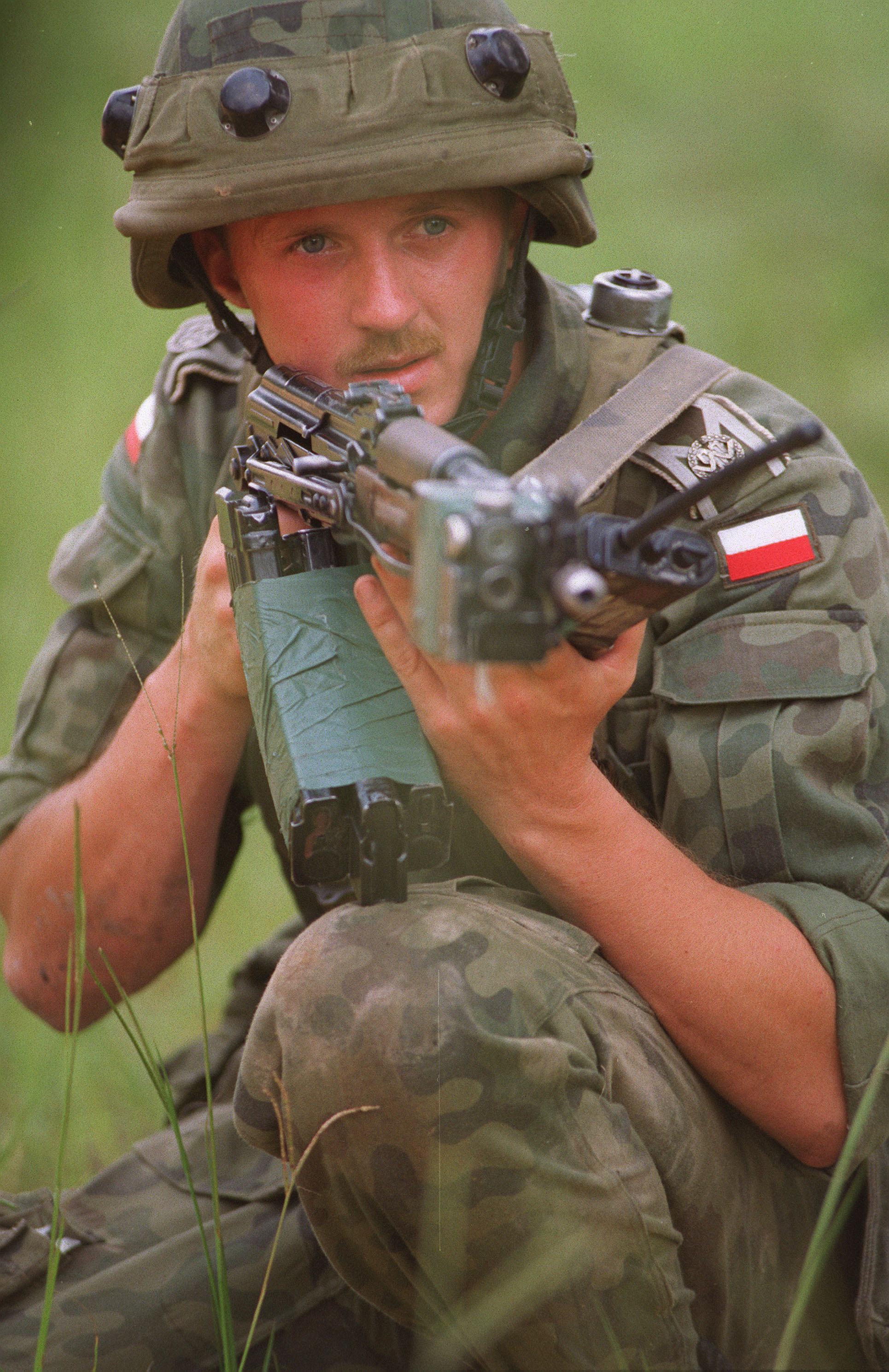
1997년 6월, MILES 장비, AKMS, 탄창 세 개를 테이프로 붙인 폴란드 군인.

총기 탄창은 테이프로 나란히 고정되는 경우 정글 스타일(jungle style)이라고 표현한다. 예비 탄창은 무기에 장착된 탄창을 기준으로 아래쪽을 향하고 있을 수 있다.
이 구성은 장전된 탄창이 사용 중인 탄창에 부착되므로 재장전 처리 속도를 높이는 데 사용된다. 단점으로는 탄약과 탄창 가장자리가 먼지에 노출되어 중단 위험이 증가하고(특히 두 번째 탄창이 뒤집힌 경우) 탄약이 손실될 수 있으며 두 탄창의 길이가 길어지면 엎드린 자세에서 군인의 체구가 높아질 수 있다.
이러한 단점을 해결하기 위해 SIG 및 헤클러운트코흐와 같은 일부 제조업체는 테이프나 클램프 없이 수직 위치에서 추가 탄약을 평행하게 결합하여 운반할 수 있는 스터드 및 크래들이 있는 탄창을 설계했다.